# V. Ferdinánd magyar király
V. Ferdinánd (teljes nevén Ferdinánd Károly Lipót József Ferenc Marcellin, németül: Ferdinand von Österreich, csehül: Ferdinand Habsbursko-Lotrinský; Bécs, 1793. április 19. – Prága, 1875. június 29.) a Habsburg–Lotaringiai-házból származó osztrák főherceg, 1835-től Ausztria császára és a Lombard–Velencei Királyság uralkodója I. Ferdinánd néven, valamint magyar, horvát  és cseh király V. Ferdinánd néven 1848-as lemondatásáig.II. Ferenc német-római császár (1804-től osztrák császár) és Bourbon–Szicíliai Mária Terézia császárné legidősebb fiúgyermeke.
Ferdinánd császár és király a „Jóságos” ragadványnéven vált ismertté (németül: Ferdinand der Gütige, csehül: Ferdinand Dobrotivý) elmebéli állapota okán, melyet befolyásolható természete miatt olyan emberek használtak ki mint Klemens von Metternich kancellár, aki a valódi hatalmat gyakorolta. Ferdinánd volt uralkodóházának negyedik császára és királya a Habsburgok trónján. Nem születtek gyermekei.

## Élete

### Származása, testvérei
Édesapja I. Ferenc osztrák császár, magyar és cseh király volt.
Édesanyja Ferenc császár és király második felesége, a Bourbon-házból való Mária Terézia Karolina nápoly–szicíliai királyi hercegnő (1772–1807), német-római császárné volt, IV. Ferdinánd nápolyi király (1751–1825), később I. Ferdinánd néven nápoly–szicíliai király és Habsburg–Lotaringiai Mária Karolina Lujza főhercegnő leánya.
A szülők házasságából 12 gyermek született, közülük heten érték meg a felnőttkort:
1. Mária Ludovika főhercegnő (1791–1847), aki 1810-ben I. Napóleon francia császár második feleségeként Mária Lujza néven Franciaország császárnéja, majd Parma hercegnőjeként 1821-ben Adam Albert von Neipperg gróf, majd 1834-ben Charles-René de Bombelles gróf felesége lett.
2. Ferdinánd Károly Lipót főherceg (1793–1875), a trónörökös, később I. Ferdinánd néven osztrák császár, V. Ferdinánd néven magyar király.
3. Karolina Leopoldina főhercegnő (1794–1795), kisgyermekként meghalt.
4. Karolina Lujza főhercegnő (1795–1799), kisgyermekként meghalt.
5. Mária Leopoldina főhercegnő (1797–1826), aki 1817-ben feleségül ment I. Péter brazil császárhoz (1798–1834), VI. János portugál király fiához, aki 1826-tól IV. Péter néven portugál király lett.
6. Mária Klementina főhercegnő (1798–1881), aki 1816-ban a Bourbon-házból való Lipót János salernói herceghez, I. Ferdinánd nápoly–szicíliai király és Mária Karolina osztrák főhercegnő fiához ment feleségül.
7. József Ferenc főherceg (1799–1807), gyermekkorban meghalt.
8. Karolina Ferdinanda főhercegnő (1801–1832), aki 1819-ben Frigyes Ágost szász koronaherceghez ment feleségül.
9. Ferenc Károly főherceg (1802–1878), aki 1824-ben Zsófia Friderika bajor királyi hercegnőt (1805–1872), I. Miksa bajor király leányát vette feleségül. Az ő legidősebb fiuk lett I. Ferenc József császár és király.
10. Mária Anna főhercegnő (1804–1858), súlyos szellemi fogyatékossággal született.[1]
11. János Nepomuk főherceg (1805–1809), kisgyermekkorban meghalt.
12. Amália Terézia főhercegnő (*/† 1807), kisgyermekkorban meghalt.

### Házassága
1831-ben feleségül vette a Savoyai-házból származó Mária Anna Karolina Pia szárd hercegnőt (1803–1884), I. Viktor Emánuel szárd–piemonti király leányát. Gyermekeik nem születtek.

### Uralkodása

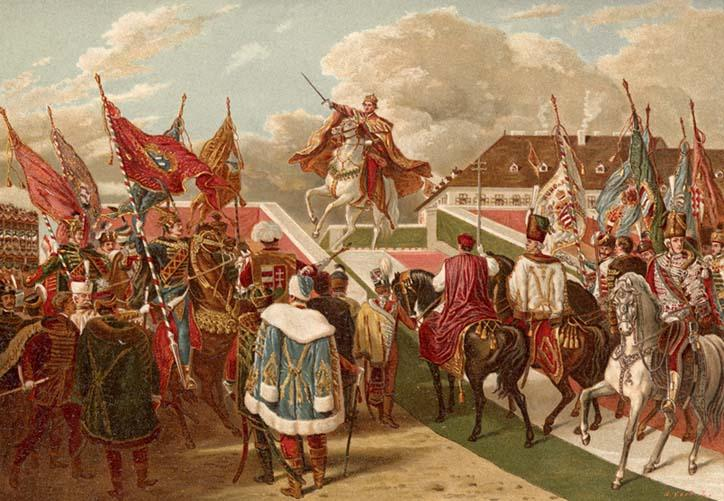
Magyar királlyá koronázása Pozsonyban

Apjának 1835-ben bekövetkezett halála után lett Ausztria császára. A magyar trónt, V. Ferdinánd néven már 1830-ban megszerezhette. Ő volt az utolsó magyar király, akit Pozsonyban koronáztak meg. Ezenkívül még Csehország (1836-tól) és a Lombard–Velencei Királyság uralkodója (1838-tól) is volt.
Ferdinánd helyett Metternich kancellár kormányzott, a császár csak az ő „bábja” volt. Udvaroncai és alattvalói „jóságosnak” („der Gütige”) nevezték, mivel bármilyen más jelző felségsértésnek minősült volna (az élcelődők azonban Güdinand, der Fertige, vagyis Jódinánd, a süsü-re torzították a bevett titulust).
Elmebeli képességeire néhány adalék jobban rávilágít. Hat nyelven beszélt kiválóan: németül, magyarul, csehül, olaszul, franciául és horvátul, többféle hangszeren játszott tehetségesen, míg felesége, Savoyai Mária Anna császárné és királyné élete végéig sem tanult meg tökéletesen németül, és mindvégig olaszul beszélt férjével. Az 1848 márciusi bécsi forradalom idején az utcai tüntetéseket és zavargásokat látva Ferdinánd érdeklődött segédtisztjétől: „Miért zajong ez a sok ember?” A válasz ez volt: „Forradalmat csinálnak, felség.” Mire a császár: „Ahá, és szabad ezt nekik?” (közismert bécsi akcentusával: „Ja, dürfen’s denn des?”) Az 1866-os königgrätzi vereség után annyit mondott: „Ezt még én is meg tudtam volna csinálni.”
Életrajzírói, kortársai általában úgy írtak róla, hogy szívélyesen viselkedett mindenkivel, de az uralkodó, irányító képességnek teljesen híjával volt. Rendkívül befolyásolható személyiségként mindig annak adott igazat, akivel utoljára beszélt. (E tulajdonságára építette hatalmát Metternich, aki már 1835 előtt is a befolyásolható Ferdinánd trónöröklését támogatta a trónörökös legidősebb öccsével, Ferenc Károly főherceggel szemben).
1848 márciusában engedményeket tett Batthyány Lajos magyar miniszterelnök független kormányának, bár az érdemi tárgyalásokat öccse, Ferenc Károly főherceg folytatta. A forradalom hadi eseményei miatt udvarával Innsbruckba menekült. Augusztusban visszatért Bécsbe, de az októberi bécsi felkelés miatt a morvaországi Olmützben keresett menedéket. (Általában úgy tanítják, hogy a forradalom hatására írta alá a törvényeket. Ez vitatott információ.)

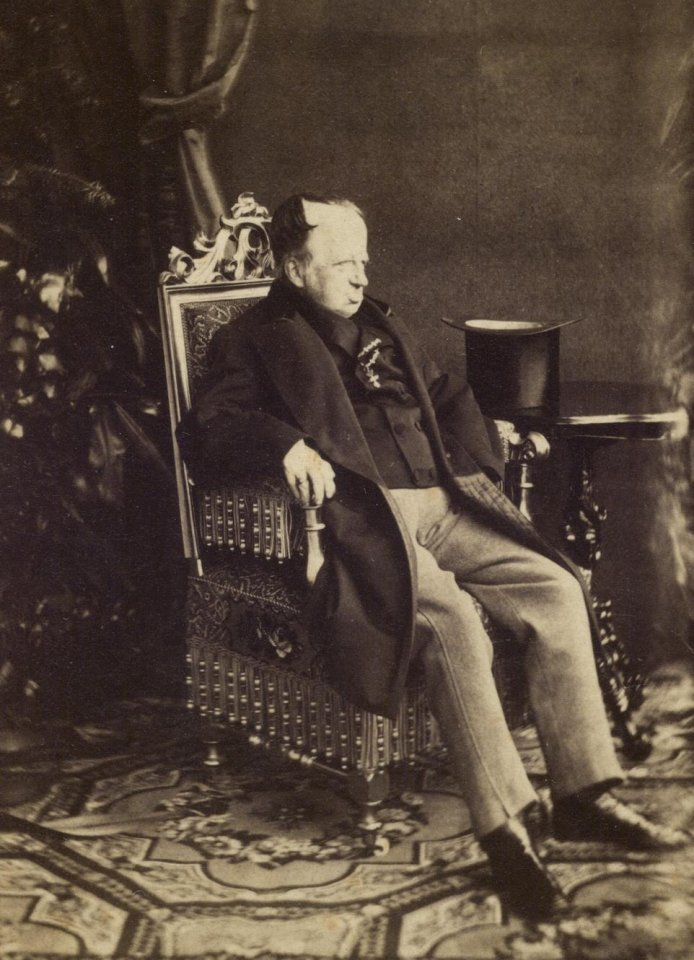
Az idős Ferdinánd, 1870 k.

1848. december 2-án az udvari kamarilla lemondatta minden címéről unokaöccse, Ferenc József főherceg (Ferenc Károly főherceg és Zsófia főhercegné fia) javára. (Magyarországon vitatták e lemondás szabályosságát, ezért a magyarok egészen az 1849. április 14-i trónfosztásig őt tekintették magyar királynak.)
Törvényeit és rendeleteit az új császári kormány semmisnek tekintette.

### Leköszönése után
A leköszönt Ferdinánd ezután feleségével visszavonultan élt Morvaországban, és meglehetősen ügyesen, tehetségesen igazgatta birtokait. Prágában hunyt el. A Habsburg uralkodók hagyományos nyughelyén, a kapucinusok bécsi templomának (Kapuzinerkirche) császári kriptájában temették el.